# Хогстеде
Хогстеде (њем. Hoogstede) општина је у њемачкој савезној држави Доња Саксонија. Једно је од 26 општинских средишта округа Графшафт Бентхајм. Према процјени из 2010. у општини је живјело 2.911 становника. Посједује регионалну шифру (AGS) 3456009.

## Географски и демографски подаци
Хогстеде се налази у савезној држави Доња Саксонија у округу Графшафт Бентхајм. Општина се налази на надморској висини од 14 метара. Површина општине износи 49,8 km². У самом мјесту је, према процјени из 2010. године, живјело 2.911 становника. Просјечна густина становништва износи 58 становника/km².